# 鲁道夫·普法伊费尔
魯道夫·卡爾·弗朗茨·奧托·普法伊費爾（德語：Rudolf Carl Franz Otto Pfeiffer，1889年9月20日—1979年5月5日），德國古典語文學家。最知名的作品，是卡利马科斯的兩卷本校勘版，與《古典学术史》（History of Classical Scholarship）兩卷。

## 作品

### 主要作品
- Callimachus, vol. i: Fragmenta, Clarendon Press, Oxford Classical Texts, 1949
- Callimachus, vol. ii: Hymni et epigrammata, Clarendon Press, Oxford Classical Texts, 1953
- History of Classical Scholarship: From the Beginnings to the End of the Hellenistic Age, Clarendon Press, 1968（中譯本：劉軍譯，《古典学术史（上卷）》，北京大學出版社2015年）
- History of Classical Scholarship: 1300—1850, Clarendon Press, 1976（中譯本：张弢譯，《古典学术史（下卷）》，北京大學出版社2015年）